# Herbier artificiel
Ne doit pas être confondu avec l’herbier  qui contient des plantes séchées.

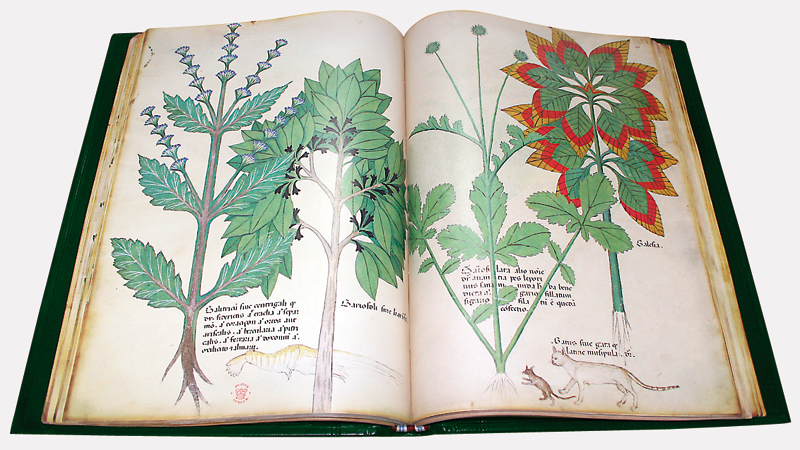
Le Tractatus de herbis est un herbier artificiel datant du XVe siècle.

Un herbier ou herbier artificiel est une collection d’estampes contenant des figures de plantes.

## Exemples d'herbiers artificiels
- Herbarius moguntinus, Peter Schoeffer (1484)
- The Herball or Generall Historie of Plantes, John Gerard (1597)